# Mediox
Mediox — компанія, що спеціалізується на розробці та дистрибуції мультимедійних пристроїв, таких як Android-планшети, цифрові камери, системи GPS, обладнання для медичного моніторингу та інші електронні пристрої. Компанія продає та постачає продукти, розроблені та вироблені на заводах корпорації Coby Electronics у Китаї.

## Огляд компанії
До 2010 року компанія Mediox спеціалізувалася на розробці високотехнологічних мультимедійних пристроїв для індустрії фаст-фуду. Компанія очікує на видачу патенту у США як на продукт, так і на метод постачання контенту, які разом здатні призвести до революції в індустрії фаст-фуду. Mediox Smart Tray (українською: розумна таця Mediox), просунута мультимедіа таця, є широким каналом реклами, який компанія створила для галузі фаст-фуду. Ця технологія ресторанних медіа здатна згенерувати $10 мільярдів рекламного виторгу, надаючи рекламодавцям доступ до 30 мільйонів покупців щодня.
Потенціал бізнес-моделі Mediox був одразу помічений доктором Пітером Лемсоном, який приєднався до компанії як CEO. Пітер Лемсон змінив напрямок діяльності Mediox з продуктоорієнтованої компанії на засіб реклами та поставки контенту. Він успішно налагодив співпрацю з провідними виробниками та компаніями-розробниками програмного забезпечення. Результатом партнерства з великою тайваньською публічною компанією стало входження до команди доктора Пітера Сяо на посаді технічного директора.
У листопаді 2007 року Mediox продемонструвала першу робочу інтерактивну систему Mediox Smart Tray.
У 2008 році компанія згорнула операції у США та на ринках електроніки для фастфудів. У 2011 бренд Mediox був адаптований до дистрибуції та маркетингу мультимедійних продуктів, вироблених на заводах корпорації Coby Electronics у Китаї. Мультимедійні Android-планшети Mediox продаються на ринках, що розвиваються, зокрема у Росії, Україні, Казахстані та Білорусі.